# Disney Channel
Disney Channel là một mạng lưới truyền hình vệ tinh và truyền hình cáp của Mỹ, sở hữu do Disney-ABC Television Group (thuộc công ty Walt Disney) có trụ sở tại Burbank, California. Kênh truyền hình này nằm dưới sự điều hành của chủ tịch Disney-ABC Television Group, bà Anne Sweeney. Các mạng lưới quốc tế của kênh Disney, được điều hành bởi chủ tịch Carolina Lightcap, gồm hơn 90 kênh giải trí giành cho trẻ em và gia đình phủ sóng trên 160 quốc gia với hơn 30 ngôn ngữ.
Vào tháng 8 năm 2013, Disney Channel có mặt trên 98,142,000 tivi ở nhà (85.94% thông qua người dùng cáp, vệ tinh và điện thoại) ở Hoa Kỳ.
Kênh đã ngừng phát sóng từ 01/10/2021 tại Đông Nam Á (trong đó có Việt Nam) và Hồng Kông vì đã hết thời hạn cung cấp kênh truyền hình này trên dịch vụ truyền hình trả tiền. Tại Việt Nam, các chương trình của Disney Channel đã chuyển sang phát sóng trên các kênh của Truyền hình Q.net.

## Phim hoạt hình nổi bật trên kênh
- Phineas và Ferb
- Gravity Falls
- The 7D
- Upin và Ipin (dành cho Đông Nam Á)
- Boboiboy (dành cho Đông Nam Á)
- Boboiboy Galaxy (dành cho Đông Nam Á)
- Pac-Man và cuộc chiến chống bóng ma (dành cho Đông Nam Á)
- Mèo Oggy và những chú gián tinh nghịch (dành cho Đông Nam Á)
- Zig và Sharko (dành cho Đông Nam Á)
- Mr. Bean (dành cho Đông Nam Á)
- Mr. Bean - The Animated Series (dành cho Đông Nam Á)
- Chú cừu Shaun (dành cho Đông Nam Á)
- Chú Báo Hồng (dành cho Đông Nam Á)
- Perman - Cậu bé siêu nhân (dành cho Đông Nam Á)
- Ninja Hattori-kun (dành cho Đông Nam Á)
- Siêu trộm Joker
- Các serie phim gốc của Disney Channel
- Các bộ phim của Pixar
- Các bộ phim về Những nàng công chúa Disney
- Các bộ phim về chuột Mickey và những người bạn
- Các bộ phim về Vũ trụ siêu anh hùng Marvel
- Các serie phim Chiến tranh giữa các vì sao

## Sách nghiên cứu
- Flower, Joe (1991). Prince of the Magic Kingdom: Michael Eisner and the Re-Making of Disney. John Wiley & Sons. ISBN 0-471-52465-4.
- Grover, Ron (1991). The Disney Touch: How a Daring Management Team Revived an Entertainment Empire. Business One Irwin. ISBN 1-55623-385-X.